# Anna Cornelia Maurizio
Anna Cornelia Maurizio (Vicosoprano, 4 augustus 1852 - Palazzolo sull'Oglio, 20 maart 1930) was een Zwitserse macramé-kunstenares.

## Biografie
Anna Cornelia Maurizio was een dochter van een café-eigenaar en handelaar uit Bergamo (Italië). Ze bracht haar jeugd door in haar geboortedorp Vicosoprano in Graubünden en in Bergamo, waar ze samen met haar zus Teodora macramé aanleerde. De macraméwerken van de twee zussen bereikte snel een hoog artistiek niveau. Samen leerden ze de techniek aan aan de vrouwen uit Val Bregaglia. Na het overlijden van Teodora nam Anna Cornelia de leiding op zich van een macraméschool in Bergamo. Deze gerenommeerde school was in 1908 opgericht door Anna Perico-Baldini, die zelf ook uit Val Bregaglia afkomstig was. Ze bleef deze school leiden tot aan haar dood in 1930.